# Bò Angus đỏ

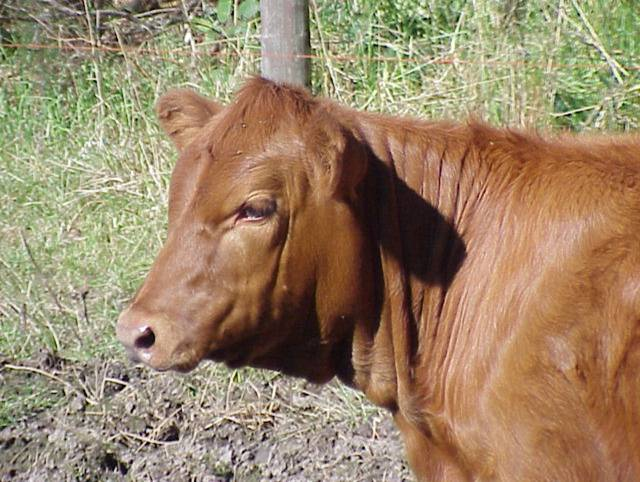
Một con bò Angus đỏ

Bò Angus đỏ hay còn gọi là bò Red Angus hay còn gọi là bò Úc hoặc gọi là bò cọp, vì bò có hình dáng giống như con cọp con) là một giống bò thịt có nguồn gốc từ Scotland, đây là giống bò được lại tạo trên nền tảng của giống Bò Angus. Là loại giống chăn nuôi ít tốn kém, ít bệnh tật, có lợi ích kinh tế lớn cho người chăn nuôi.

## Đặc điểm
Giống bò Red Angus con đực trưởng thành nặng đến 1 tấn và tỷ lệ thịt nạc chiếm 70% trọng lượng cơ thể. Là giống có ngoại hình, thể chất chắc chắn, khỏe mạnh. Bò thường không có sừng Là loại bò cho sản lượng thịt nhiều Trọng lượng bê sơ sinh từ 24 – 30 kg, trọng lượng 6 tháng tuổi: 150 – 180 kg, bò đực lúc trưởng thành nặng từ 800 – 1000 kg, Bò cái lúc trưởng thành nặng từ 550 – 700 kg. Tốc độ tăng trưởng nhanh: 1000 gram/ngày, tốc độ tăng trưởng lúc vỗ béo: 1000 – 2000 gram/ ngày. Tỷ lệ xẻ thịt: trên 70% (trong đó 60% thịt + 40% xương).
Bò Red Angus chủ yếu được biết đến như một loại thực phẩm tươi giá trị cao và là loại thịt bò chất lượng cao. Bò có chất lượng thịt tốt, có vân mỡ trắng xen kẽ trong những thớ thịt giúp thịt mềm và có vị béo rất dễ chịu. Thịt bò Red Angus có màu đỏ tươi sáng, ngoài ra bò Red Angus có khả năng sinh sản cao và trưởng thành sớm, dễ nuôi và phù hợp với điều kiện thổ nhưỡng đất đai nhiệt đới.

## Lai giống
Tại An Giang, Việt Nam đã lai tạo thành công giống bò Red Angus và đã tiến hành gieo tinh cho 234 con bò cái địa phương, tiến hành nghiệm thu 15 con bò lai Red Angus, trong đó có 10 con thực hiện tại huyện Tri Tôn và năm con tại huyện Tịnh Biên. Việc lai tạo bằng cách bằng cách gieo tinh nhân tạo giống bò Red Angus với bò cái nền lai bò Sind, Bò Braman, tạo ra con lai F1 có tỉ lệ thịt cao. Các con bò lai Red Angus khi mới sinh ra đã có trọng lượng trên 26 kg và sau 2 tháng nuôi tăng trọng đạt từ 60 – 70 kg/con, bò đạt trọng lượng xuất chuồng là trên 1 tấn/con.

## Tại Mỹ
Ở Mỹ, để bảo vệ và thực hiện công tác bản quyền giống bò này, người ta đã thành lập một hiệp hội bò đỏ Angus, tên quốc tế là Red Angus Association of America (RAAA), thành lập vào năm 1954. Giám đốc điều hành CEO hiện nay là Twig Marston. Đến nay, Hội đã trải qua nhiều nhiệm kỳ và có các chủ tịch hội như sau:
- 1954-1956	 Waldo E. Forbes
- 1956-1960	 George C. Chiga
- 1960-1962	 Walter A. Henshaw
- 1962-1964	 Joseph P. Givhan
- 1964-1966	 Garnett W. White
- 1966-1968	 R.C. Buckner
- 1968-1970	 Bert Crane
- 1970-1972	 Raymond W. Meyer
- 1972-1974	 Kenneth Thatcher
- 1974-1976	Willam E. Powell III
- 1976-1978	 Kenneth Thatcher
- 1978-1980	 James H. Leachman
- 1980-1982	 Roy G. Beeby
- 1982-1984	 Robert M. Newman
- 1984-1986	 Jack Chase
- 1986-1988	 Darrell Schuler
- 1988-1990	Roy D. McPhee
- 1990-1992	 John V. Robbins
- 1992-1994	 Melvin Leland
- 1994-1996	 Leland "Lee" Leachman
- 1996-1998	 Howard Bobbitt
- 1998-2000	 Craig Bieber
- 2000-2002	 Linda Andersen
- 2002-2004	 Harold Hughes
- 2004-2006	 Frank Wedel
- 2006-2008	 Steve Andras
- 2008-2010	 Kelli Brown
- 2010-2012	 Joe Mushrush
- 2012-2014	 Tim Whitley
- 2014-nay Kim Ford